# Muhàmmad al-Bukharí
Muhàmmad ibn Ismaïl ibn Ibrahim ibn al-Múghira al-Bukharí (persa: محمد بن اسماعيل بن ابراهيم بن مغيره بن بردزبه بخاری), conegut simplement com Al-Bukharí o Imam Bukharí, (Bukharà, 810 - volts de Samarcanda, 870),  va ser un erudit musulmà d'origen persa. És l'autor del recull de hadits anomenat Sahih Bukharí, recull considerat pel sunnisme com el més autèntic de tots. Per això és considerat el muhaddith musulmà més important de la història de l'islam sunnita.
Nascut a Bukhara, a l'actual Uzbekistan, Al-Bukhari va començar a aprendre hadit de ben jove. Va viatjar pel califat abbàssida i va aprendre amb diversos erudits contemporanis influents. Bukhari va memoritzar milers de narracions de hadit, compilant el Sahih al-Bukhari l'any 846. Va passar la resta de la seva vida ensenyant el hadit que havia recollit. Cap al final de la seva vida, Bukhari va enfrontar-se a les afirmacions que apuntaven que l'Alcorà havia estat creat i es va exiliar de Nishapur. Posteriorment, es va traslladar a Khartank, prop de Samarcanda.
Sahih al-Bukhari és venerada com la col·lecció de hadit més important de l'islam sunnita. Sahih al-Bukhari juntament amb Sahih Muslim, una col·lecció de hadit de l'estudiant musulmà d'Al-Bukhari ibn al-Hajjaj, es coneixen junts com els Sahihayn (àrab: صحيحين) i són considerats pels sunnites com els llibres més autèntics després de l'⁣Alcorà. Forma part del Kutub al-Sittah, les sis col·leccions de hadit més apreciades de l'islam sunnita.

## Biografia

### Família i joventut
Muhammad ibn Ismail al-Bukhari al-Ju'fi va néixer després de la pregària del divendres 21 de juliol de 810 (13 Shawwal 194 AH) a la ciutat de Bukhara al Gran Khorasan a l'actual Uzbekistan. El seu pare era Ismail ibn Ibrahim, un erudit dels hadit que tenia com a professors Màlik ibn Anas, Abd Allah ibn al-Mubarak i Hammad ibn Salamah. Ismail va morir mentre Al-Bukhari era un nen. El besavi d'Al-Bukhari, Al-Mughirah, es va establir a Bukhara després d'acceptar l'islam de mans del governador de Bukhara, Yaman al-Ju'fi. Com era costum, es va convertir en un mawla de Yaman, i la seva família va continuar portant la nisba "al-Ju'fi".
El pare d'Al-Mughirah, Bardizbah (persa: بردزبه), és el primer avantpassat conegut d'Al-Bukhari segons la majoria dels estudiosos i historiadors. Bardizbah era un magus zoroastrià. Taqi al-Din al-Subki és l'únic erudit que va nomenar el pare de Bardizbah, que es deia Bazzabah (persa: بذذبه). Poc se sap d'ambdós excepte que eren perses i seguien la religió del seu poble. Els historiadors tampoc han trobat cap informació sobre l'avi d'Al-Bukhari, Ibrahim ibn al-Mughirah (àrab: إبراهيم ابن المغيرة).

### Viatges i educació
Segons l'estudiós i historiador contemporani de hadit Al-Dhahabi, al-Bukhari va començar a estudiar hadit l'any 821 dC. Va memoritzar les obres d'⁣Abd Allah ibn al-Mubarak quan encara era un nen i va començar a escriure i narrar hadit quan encara era adolescent. L'any 826 dC, a setze anys, Al-Bukhari va fer el Hajj amb el seu germà gran i la seva mare vídua. Al-Bukhari es va quedar a la Meca durant dos anys, abans de traslladar-se a Medina on va escriure Qadhāyas-Sahābah wa at-Tābi'īn, un llibre sobre els companys de Mahoma i els tabi'un. També va escriure Al-Tārīkh al-Kabīr durant el seu temps a Medina.
Se sap que Al-Bukhari va viatjar a la majoria dels centres d'aprenentatge islàmics importants del seu temps, com ara Síria, Kufa, Bàssora, Egipte, Iemen i Bagdad. Va estudiar amb destacats erudits islàmics com Ahmad ibn Hanbal, Ali ibn al-Madini, Yahya ibn Ma'in i Ishaq ibn Rahwayh. Al-Bukhari va memoritzar més de 600.000 narracions de hadit.

### Darrers anys i mort
| «            | L'Alcorà és el discurs de Déu, no creat, i els actes dels homes són creats | » |
| — Al-Bukhari |                                                                            |   |

Segons Jonathan Brown, després d'Ibn Hanbal, Al-Bukhari havia declarat que "recitar l'⁣Alcorà és un element creatiu". Mitjançant aquesta afirmació, Al-Bukhari havia buscat una resposta alternativa a les doctrines dels mutazilites i va declarar que l'element de la creació s'aplica només als humans, no a la Paraula de Déu. Les seves declaracions van ser rebudes negativament per destacats erudits hadit i va ser expulsat de Nixapur. Al-Bukhari, tanmateix, només s'havia referit a l'acció humana de llegir l'Alcorà, quan, segons es diu, va afirmar que la seva recitació de l'Alcorà havia estat creada" (àrab: لفظي بالقرآن مخلوق). Al-Dhahabi i al-Subki van afirmar que Al-Bukhari havia estat expulsat a causa de la gelosia de certs estudiosos de Nishapur. Al-Bukhari va passar els últims vint-i-quatre anys de la seva vida ensenyant el hadit que havia recollit. Durant la mihna, va fugir a Khartank, un poble prop de Samarcanda, on va morir el divendres 1 de setembre de 870. La seva tomba es troba dins del mausoleu de l'imam Bukhari a Hartang, Uzbekistan, a 25 quilòmetres de Samarcanda. Va ser restaurat l'any 1998 després de segles d'abandonament i estar en un estat ruïnós. El complex del mausoleu consta de la tomba d'Al-Bukhari, una mesquita, una madrassa, una biblioteca i una petita col·lecció d'Alcorans. La làpida moderna del mausoleu a nivell del terra d'Al-Bukhari és només un cenotafi, la tomba real es troba dins d'una petita cripta sota l'estructura.

## Obres

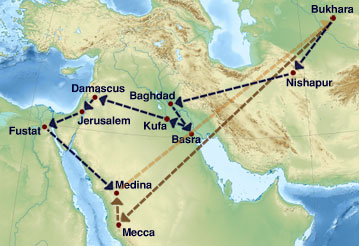
Els viatges d'Al-Bukhari buscant i estudiant hadit.

Sahih al-Bukhari es considera l'obra mestra d'Al-Bukhari. Es tracta d'una col·lecció d'aproximadament 7.563 narracions de hadit en 97 capítols que creen una base per a un sistema complet de jurisprudència sense l'ús del dret especulatiu. El llibre és molt rellevant entre els musulmans sunnites, i la majoria dels estudiosos sunnites el consideren com el segon llibre principal, només després de l'⁣Alcorà en termes d'autenticitat. Es considera una de les col·leccions d'hadit més autèntiques, fins i tot per davant de Muwatta Imam Malik i Sahih Muslim. Al costat d'aquest últim, Sahih al-Bukhari és conegut com un dels ' Sahihayn (Dos Sahihs )' i junts formen part del Kutub al-Sittah. Una de les històries més famoses del Sahih al-Bukhari és la història de la primera revelació de Mahoma.
Al-Bukhari va escriure tres obres en què parlava dels narradors d'hadit pel que fa a la seva capacitat per transmetre el seu material. Aquests són Al-Tārīkh al-Kabīr, Al-Tarīkh al-Awsaţ i Al-Tarīkh al-Ṣaghīr. D'aquests, Al-Tārīkh al-Kabīr està publicat i és conegut, mentre que Al-Tarīkh al-Ṣaghīr es va perdre. Al-Dhahabi cita Al-Bukhari que va dir: “Quan vaig fer divuit anys, vaig començar a escriure sobre els companys i els tabi'un i les seves declaracions. [...En aquell moment també vaig escriure un llibre d'història a la tomba del Profeta a la nit durant la lluna plena." Els llibres als quals es fa referència aquí eren Qadhāyas-Sahābah wa at-Tābi'īn i Al-Tārīkh al-Kabīr. Al-Bukhari també va escriure al-Kunā sobre patronímics, i Al-Ḍu'afā al-Ṣaghīr sobre narradors senzills de hadit. Al-Adab al-Mufrad és una col·lecció de narracions de hadit sobre ètica i costums.
En resposta a les acusacions que va patir durant la seva mihna, Al-Bukhari va compilar el tractat Khalq Af'āl al-'Ibād, la primera representació tradicionalista de la posició adoptada per Ahmad ibn Hanbal, en la qual Al-Bukhari explica que l'Alcorà és El discurs increat de Déu, tot mantenint que Déu crea les accions humanes, com havien insistit els sunnites en els seus atacs a la posició de lliure albir de Qadariyah. La primera secció del llibre informa de narracions d'estudiosos anteriors, com Sufyan al-Thawri, que afirmaven la doctrina sunnita de la naturalesa increada de l'⁣Alcorà i condemnaven qualsevol que tingués la posició contrària com a Jahmi o Kāfir. La segona secció afirma que els actes dels homes es creen, basant-se en versos alcorànics i informes d'estudiosos tradicionalistes anteriors com Yahya ibn Sa'id al-Qatlan. A l'última part del seu tractat, Al-Bukhari va condemnar durament els mutazilites, que defensaven que el so de l'Alcorà es crea quan es recita. Al-Bukhari va citar Ahmad Ibn Hanbal com a prova de la seva posició, reafirmant el llegat del segon i la lleialtat del primer a l'Ahl al-Hadith. 